# Tapa
Tapa je vrsta tkanine od lika ili unutrašnje kore nekih vrsta drveća, osobito od japanskog duda nazivanog itapa-cloth tree (Broussonetia papyrifera; porodica Moraceae) u području Oceanije, te drugih vrsta drveća u tropskim krajevima Južne Amerike i na sjeverozapadnoj obali Sjeverne Amerike kod Indijanaca Wakashan i Coast Salisha, pleme Mbuti u Africi. Po proizvodnji tape osobito su poznati Tahićani kod kojih je u svakom selu postojala kuća za proizvodnju tape, gdje su ovaj posao uz smijeh i pjesmu obavljale na stotine žena. Nadalje raširen je na otocima Tonga, gdje je poznat kao ngatu. U izradi se koristi mekani liko koji se smekšava u vodi i kasnije tuče izbrazdanim toljagama, da bi se dobilo platno široko dva do tri metra i u dužinu do 50 metara. Tapa se u Oceaniji bogato ukrašava dizajnima, a jedan od najstarijih je manulua, čije porijeklo nije poznato a slični motivi pronađeni su i na lapita-lončariji. Ostali ngatu-dizajni su Amoamokofe, Fata 'o Tu'i Tonga, Tokelaufeletoa, Kalou, i drugi. Kod Samoanaca naziv za tapu je siapo, također rađena od dudovog lika i bojadisana nekom vrstom gline koja mora odstajati oko deset godina, da bi se mogla upotrijebiti. Osušena glina morala bi se smrviti i zatim pomiješati sa sokom drveta, da bi se dobila smeđa boja. Kod Rotumanaca na otoku Rotuma tapa se naziva uha, ali je više tamo nema. Ostali nazivi za nju su i masi kod Fidžijaca i kapa kod Havajaca.